# Port Elizabeth
Port Elizabeth (in xhosa iBhayi; in zulu Bhayi), rinominata ufficialmente dal 23 febbraio 2021 Gqeberha, è una delle principali città portuali del Sudafrica situata nella Provincia del Capo Orientale, sulla costa meridionale (Oceano Indiano), equidistante (800 km) da Città del Capo a ovest e da Durban a est. 
La baia su cui si affaccia la città, Algoa Bay, comprende anche Uitenhage e Despatch, che formano con Port Elizabeth una zona urbana praticamente ininterrotta. Pochi chilometri a nord di Port Elizabeth si trova l'ingresso nell'Addo, uno dei parchi nazionali più importanti del Sudafrica. 
Port Elizabeth è un importante polo industriale e culturale. È sede di numerosi stabilimenti automobilistici e di una delle principali università del Paese, la Nelson Mandela Metropolitan University. Dal 1998 mantiene rapporti di collaborazione con la città svedese di Göteborg, ed è gemellata con Jacksonville in Florida.

## Storia
I primi a utilizzare la baia di Algoa come stazione di rifornimento per le navi dirette a Goa, in India, furono i portoghesi a partire dal XVI secolo. Quando gli olandesi presero progressivamente il controllo della fascia costiera meridionale del Sudafrica, la zona di Port Elizabeth venne a rappresentare grosso modo il confine orientale della Colonia del Capo.
Nel 1799, dopo aver conquistato la Colonia, gli Inglesi edificarono il fortino di Fort Frederick in un punto rialzato, per proteggere la foce del fiume Baakens e la baia da un possibile sbarco dei francesi. Il forte prende il nome da Frederick, Duca di York. I francesi non arrivarono mai a Port Elizabeth, e il fortino rimase inutilizzato.
L'insediamento di Port Elizabeth fu fondato nel 1820 da Sir Rufane Donkin, Governatore della Colonia del Capo, e accolse inizialmente una popolazione di 4 000 coloni britannici. Contrariamente a quanto riportato da alcune fonti, pare debba il proprio nome alla moglie di Donkin, Elizabeth, e non alla regina Elisabetta I d'Inghilterra. Durante la Seconda guerra boera, gli inglesi costruirono a Port Elizabeth un campo di concentramento per i prigionieri boeri.
Nel settembre 1977, il leader del movimento anti-apartheid Coscienza Nera, Stephen Biko, fu gravemente ferito in un carcere di Port Elizabeth, morendo meno di una settimana dopo. Nel 2001 Port Elizabeth divenne parte della Municipalità metropolitana di Nelson Mandela Bay, un'area amministrativa che include, oltre a PE, le vicine città di Uitenhage e Despatch e l'area agricola circostante, per una popolazione totale di 1,5 milioni di persone.

## Economia
Port Elizabeth e Uitenhage sono il cuore dell'industria automobilistica sudafricana; vi hanno stabilimenti la General Motors, la Volkswagen, la Ford, la Continental Tires e molte altre aziende del settore, incluse molte industrie locali che fabbricano componenti per automobili.

## Infrastrutture e trasporti
L'aeroporto della città, il Port Elizabeth Airport (codice IATA ‘'’PLZ'’'), ospita solo voli domestici; è previsto per i prossimi anni un suo ampliamento e la sua trasformazione in aeroporto internazionale. La città dispone anche di una stazione ferroviaria. Il porto è uno dei più importanti del paese, e un secondo è in costruzione.
Port Elizabeth si trova sulla strada N2, la cosiddetta Garden Route, che va da Città del Capo fino a Durban, procedendo parallelamente alla costa.

## Monumenti e luoghi d'interesse

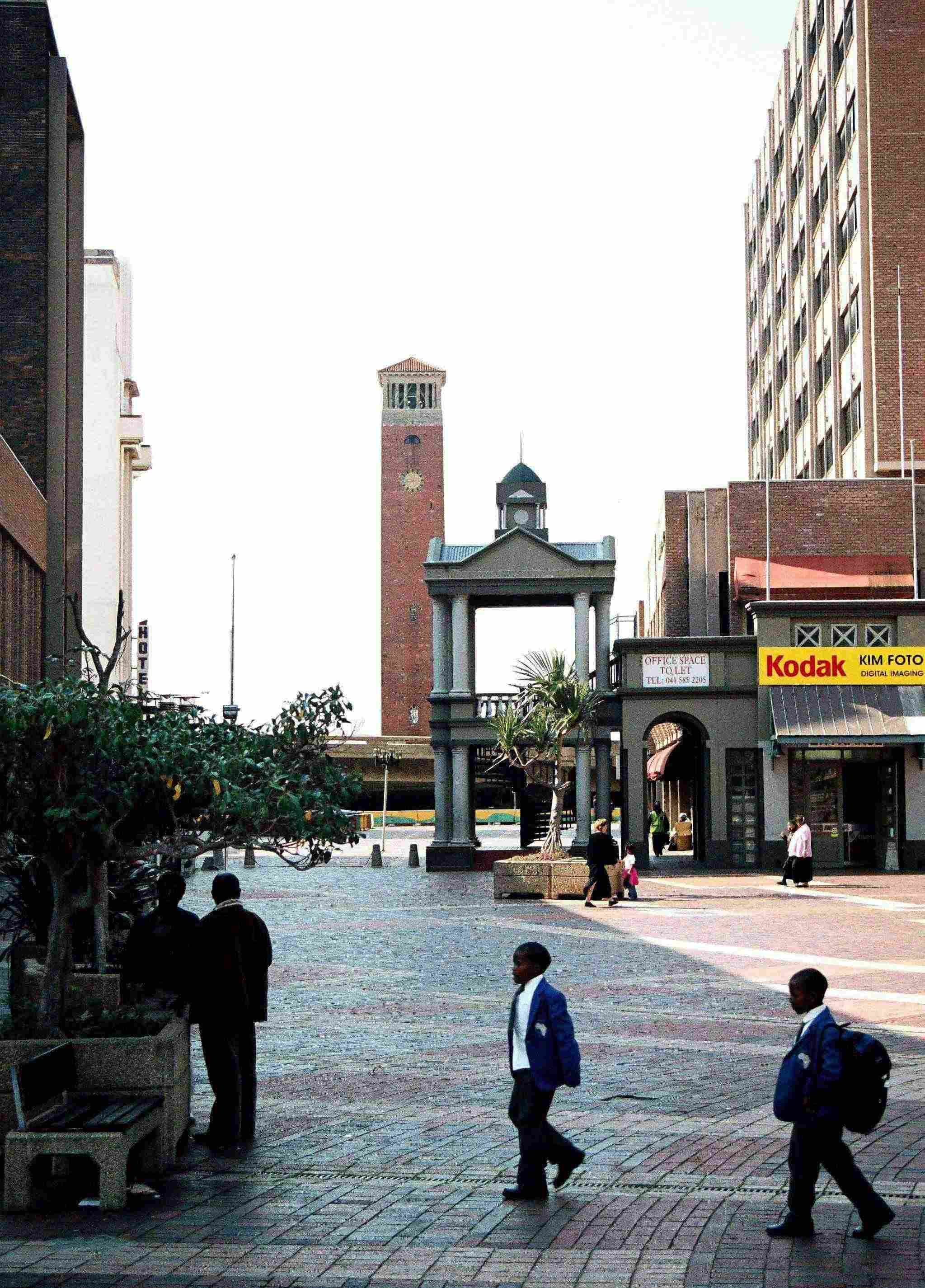
Il Campanile di Port Elizabeth

Il Donkin Heritage Trail è un percorso turistico di 5 km, segnalato da cartelli, che collega 47 punti di interesse nella zona del centro storico di Port Elizabeth. Fra le principali attrazioni turistiche all'interno dell'area urbana di Port Elizabeth si possono citare:
- la Riserva Donkin, un piccolo parco cittadino situato sulla collina che domina il centro della città; vi si trovano un faro del 1861 (oggi adibito a ufficio turistico) e una piccola piramide di pietra in onore della moglie di Donkin;
- lo Edward Hotel, albergo ancora funzionante, in stile edoardiano (esattamente di fronte alla Riserva Donkin)
- il fortino di Fort Frederick, edificato dagli inglesi (vedi la sezione "Storia");
- lo Horse Memorial, un monumento in onore dei molti cavalli e muli che morirono durante la Seconda guerra boera, fra il 1899 e il 1902;
- l'Opera House vittoriana, ancora in uso; altri edifici storici in stile coloniale sono il Municipio di Port Elizabeth (1862) con il suo campanile (1883) e il Feather Market Hall (un imponente edificio che include sale da concerti e sale da conferenza);
- il Campanile, eretto in memoria dei primi coloni britannici; alto 53,5 m, contiene il più grande sistema di campane del Sudafrica, e include una "Observation Room" da cui si domina tutta la città con lo sguardo. Il nome "campanile", in italiano, è stato scelto con riferimento allo stile architettonico "italiano", a cui il campanile si ispira;
- in posizione decentrata si trova la zona del Boardwalk, in cui sono raccolte attrazioni turistiche moderne, come l'acquario, il museo dei rettili, e i centri commerciali;
- la cattedrale anglicana di Santa Maria;
- l'Edificio dell'Autorità Portuale, di stile Art Nouveau;
- la Biblioteca centrale di Port Elizabeth;
- il Palazzo delle Poste.

L'agglomerato di Algoa Bay viene considerato la capitale sudafricana degli sport acquatici. Le numerose spiagge (King's Beach, Humewood Beach, Hobie Beach, Pollock Beach, Brighton Beach, Bluewater Bay, St George's Strand e Wells Estate) sono attrezzate per surf, windsurf, scuba diving, pesca sportiva, vela e via dicendo. Nella zona dell'estuario dello Swartkops River si praticano invece sport come la canoa.
Il territorio intorno alla città è in gran parte adibito a riserva naturale. Oltre all'importante Parco nazionale Addo Elephant, si possono citare la riserva marina di Sardinia Bay e la riserva faunistica di Shamwari.

## Amministrazione

### Gemellaggi
- Göteborg
- Jacksonville

## Sport
Port Elizabeth ospita numerose società sportive ed eventi di ogni tipo, emblematici sono stati il Mondiale di rugby 1995 e il Mondiale di calcio 2010. I due eventi sono stati ospitati al Boet Erasmus Stadium (capienza 35 000 spettatori, oggi demolito) e al Nelson Mandela Bay Stadium (capienza 48 000 spettatori).
La città è stata sede della franchigia di rugby dei Southern Kings impegnata saltuariamente dal 2012 al 2017 nel Super Rugby e poi fino al 2020 nel Pro14 quando si sciolse per fallimento. In Currie Cup, massima competizione nazionale, gioca l'E.P. Elephants.
La società di calcio più importante è il Chippa United.